# Форталеза та національна історична пам’ятка Сан-Хуан у Пуерто-Рико
Форталеза та національна історична пам'ятка Сан-Хуан у Пуерто-Рико є об'єктом Світової спадщини і розташована неподалік від Сан-Хуана, Пуерто-Рико. Об'єкт становить із себе низку укріплень із двох частин:
- Форталеза
- Національна історична пам'ятка Сан-Хуан

Ці споруди були побудовані між 15 та 19 століттями для захисту міста та гавані Сан-Хуана, і є зразками європейської військової архітектури, пристосованої до портових міст на американському континенті. Форталеза була першою оборонною фортифікацією, побудованою для міста. Історична пам'ятка також становить Кастільо-де-Сан-Феліпе-дель-Морро, Кастільо-де-Сан-Кристобаль, Ель-Каньюело та три чверті старого міського муру.